# Melicope improvisa
Melicope improvisa är en vinruteväxtart som beskrevs av Thomas Gordon Hartley. Melicope improvisa ingår i släktet Melicope och familjen vinruteväxter. Inga underarter finns listade i Catalogue of Life.